# Georg Wilhelm Fleetwood
Georg Wilhelm Fleetwood, född 26 september 1669 på Svanaholms säteri i Ås socken, Västbo härad, Jönköpings län, död 17 april 1728 i Kalmar, var en svensk friherre, militär och landshövding i Kalmar län mellan 1721 och 1728.

## Biografi
Fleetwood tillhörde den från England härstammande ätten Fleetwood och föddes  1669 som son till ryttmästaren friherre Adolf Jakob Fleetwood (1647–1676) och Christina Maria Siöblad (1650–1679) på godset Svanaholm i Småland. Han inskrevs som student vid Uppsala universitet den 9 januari 1684. Sin militära bana påbörjade Fleetwood då han år 1686 blev volontär vid Jönköpings regemente, där han 1688 blev förare och sedan fänrik 1689. Med tiden steg han i graderna och 1699 var han kapten vid regementet. Regementet flyttades det året till Wismar i Pommern för att lättare kunna stöda Sveriges allierade Holstein vid ett eventuellt danskt angrepp. Vid stora nordiska krigets utbrott marscherade Danmark in med 20 000 man i Holstein och Fleetwoods regemente deltog då tillsammans med de svenska trupperna i Tyskland i Nils Gyllenstiernas fälttåg mot Holstein. Där besegrades en dansk armé vid träffningen vid Reinbek den 4 augusti 1700. Efter att Danmark strax därefter, den 8 augusti, tvingats ur stora nordiska kriget genom freden i Traventhal marscherade regementet tillbaka till Wismar.
Den 26 september 1700 utsågs Fleetwood till major vid Skånska tremänningsregementet till häst vilket var förlagt runtom i Skåne under största delen av kriget. Efter det svenska nederlaget vid Poltava 1709 förklarade Danmark åter krig mot Sverige och planerade en invasion av Skåne. Fleetwoods gamla förband, Jönköpings regemente, var ett av de som utplånats vid Poltava och behövde nu sättas upp igen för att stå emot den danska invasionen. Den 2 oktober 1709 blev Fleetwood konstituerad överstelöjtnant och chef för det nyuppsatta regementet. Som sådan deltog han i slaget vid Helsingborg där regementet var placerat i första linjen i den svenska centern. Under slaget sårades Fleetwood svårt och befälet övertogs under resten av slaget av kapten Carl Lillie. Den 22 oktober blev Fleetwood konfirmerad överstelöjtnant och den 11 februari 1711 blev han överste för Upplands regemente. Regementet låg garnisonerat i Skåne fram till 1716 då det tog del i Karl XII:s fälttåg mot Norge. Den 7 december 1717 blev Fleetwood generalmajor av infanteriet.
Fleetwood blev landshövding i Kalmar län och på Öland den 9 januari 1721. Han startade under denna tid ett flertal verksamheter i södra Sverige. År 1723 fick han privilegium på att inrätta ett alunbruk vid Degerhamn på Öland, där det fanns rikligt med alunskiffer. Då det visade sig att vedtransporterna från Småland blev omfattande valde man istället att transportera alunskiffern till Lovers där alunbruket istället placerades 1724. Tillsammans med lagmannen i Närke, sedermera landshövdingen i Kronobergs län, Gustaf Fredrik Rothlieb och rådmannen i Kalmar Caspar David Hoppenstedt grundade Fleetwood 1725 myrmalmsjärnbruket Flerohopp i Madesjö socken. Brukets namn kom från de tre grundarnas efternamn. Åren 1726 respektive 1727 fick Fleetwood privilegium för att starta ett järnbruk och garveri vid Jöransfors vid sin dåvarande svärmor Margareta von Beijers gods Stjärnarps säteri i Eldsberga socken i Halland. Georg Wilhelm Fleetwood avled vid 58 års ålder den 17 april 1728 och ligger begraven i Alla Helgona kyrka i Nyköping.

## Familj
Fleetwood gifte sig två gånger. Den 5 januari 1693 gifte han sig med Charlotta Beata Hård af Segerstad, dotter till överste Carl Carlsson Hård af Segerstad och grevinnan Elisabeth Stenbock. Hustrun avled den 13 maj 1696 i barnsäng vid födseln av parets första barn och begravdes i Ås kyrka. Den 18 mars 1702 gifte han sig en andra gång med Hedvig Charlotta Rehnberg, dotter till hovintendent Zakarias Rehnberg och Margareta von Beijer. Tillsammans fick paret 13 barn.

### Barn
Med Charlotta Beata Hård af Segerstad:
- Carl Hartvig Fleetwood, född 13 mars 1696, död 21 juli 1696.

Med Hedvig Charlotta Rehnberg:
- Carl Mårten Fleetwood, född 1703, död 1751, landshövding i Hallands län 1745–1750 och landshövding i Södermanlands län 1750–1751.
- Margareta Christina Fleetwood, född 28 juli 1704, död oktober 1705
- Georg Adolf Fleetwood, född 1705, död 1742, kapten
- Gustaf Erik Fleetwood, född 1707, död 1762, major
- Johan Vilhelm Fleetwood, född 23 september 1708, död i Holland 1729
- Charlotta Maria, gift Cedercrantz, född 1 december 1709, död 13 mars 1758
- Zacharias Fleetwood, född 6 april 1711, död 20 april 1728
- Axel Jakob Fleetwood, född 18 december 1712, död 14 mars 1718
- Adolf Anders Fleetwood, född 15 augusti 1714, död 15 mars 1731
- Ulrika Eleonora Fleetwood, född 5 mars 1716, död april 1718
- Hedvig Beata, gift Cedercrantz, född 20 januari 1718, död 1739
- Fredrik Fleetwood, född 25 december 1719, död 22 maj 1730
- Ulrika Eleonora, gift Bennet, född 26 september 1722, död 1754